# Pepton-Fleisch-Agar
Pepton-Fleisch-Agar ist ein Nährmedium zur Kultivierung von Mikroorganismen.
Das Pepton-Fleisch-Agar (PFA) oder auch flüssiges Substrat als Pepton-Fleischextrakt-Bouillon (PF-Bouillon), wird meist aus Rindfleisch oder anderem Tiergewebe durch peptische Verdauung gewonnen. Das Medium besteht im Wesentlichen aus Peptonen und hat einen neutralen pH-Wert. Es wird als Nährstoff für Gewebekulturen, Fermentationen und in der Impfstoffproduktion verwendet. Durch die Peptide und Aminosäuren ist es ein wachstumsfördernder Stickstoffnährstoff und weist einen hohen Gehalt von Schwefelverbindungen auf, wodurch es für den Nachweis von Mikroben geeignet ist (unter anderem Clostriden oder Salmonellen).
Es wachsen eine große Zahl von anspruchsvollen Bakterien in bzw. auf diesem Medium. Es bietet Nährstoffe, die für die Identifizierung von Mikroorganismen hilfreich sind; einige Bakterien sind z. B. in der Lage den Schwefel im Cystein durch Cystein-Desulfurase zu Schwefelwasserstoff (H2S) umzuwandeln. Dieses ist gasförmig und lässt sich mit Hilfe von Bleiacetatpapier als schwarzbraunes Bleisulfid nachweisen. Einige Bakterien können durch das Enzym Tryptophanase die Aminosäure Tryptophan in Ammonium, Pyruvat und Indol aufspalten. Das so gebildete Indol lässt sich mit Hilfe des Kovacs‐Indolreagenzes nachweisen.
Rindfleischextrakt ist eine Zutat in vielen klassischen Kulturmedien, einschließlich Medien für Antibiotika-Tests in der Wasseranalyse.